# Mixed Up (The Cure)
Mixed Up is een compilatiealbum van de Britse new waveband The Cure. Het bevat remixes van eerder verschenen Cure-nummers, plus een remix van het nieuwe nummer Never Enough.
De remixes van de nummers Lullaby, Fascination Street, Lovesong, Pictures of You en Hot Hot Hot!!! zijn eerder verschenen als 12 inch-remixes. De overige nummers zijn volledig nieuwe remixes. Zanger Robert Smith moest het nummer A Forest opnieuw inzingen, omdat de oorspronkelijke studio-opnamen daarvan niet meer terug te vinden waren.

## Nummers
De cd-uitgave van Mixed Up bevat de volgende nummers:
1. "Lullaby" (Extended Remix)
2. "Close to Me" (Closer Mix)
3. "Fascination Street" (Extended Remix)
4. "The Walk" (Everything Mix)
5. "Lovesong" (Extended Remix)
6. "A Forest" (Tree Mix)
7. "Pictures of You" (Strange Remix)
8. "Hot Hot Hot!!!" (Extended Remix)
9. "The Caterpillar" (Flicker Mix)
10. "In Between Days" (Shiver Mix)
11. "Never Enough" (Big Mix)

Mixed Up kwam ook uit op dubbel-lp en cassette, met het extra nummer "Why Can't I Be You?" (Extended Remix).

## Singles
- Oktober 1990 - "Never Enough" (B-kant: "Harold And Joe" en "Let’s Go To Bed (Milk Mix)")
- Oktober 1990 - "Close to Me (remix)" (B-kant: "Just Like Heaven (Dizzy Mix)" en "Primary (Red Mix)")
- 1990 - "A Forest (Tree Mix)" (B-kant: "A Forest (Original)" en "In Between Days (Shiver Mix)")
- 1990 - "Pictures Of You (Remix)" (B-kant: "Last Dance (Live Version)", "Fascination Street (Live Version)", "Prayers For Rain (Live Version)" en "Disintegration (Live Version)")